# Hornos de alfarería y cerámica en España

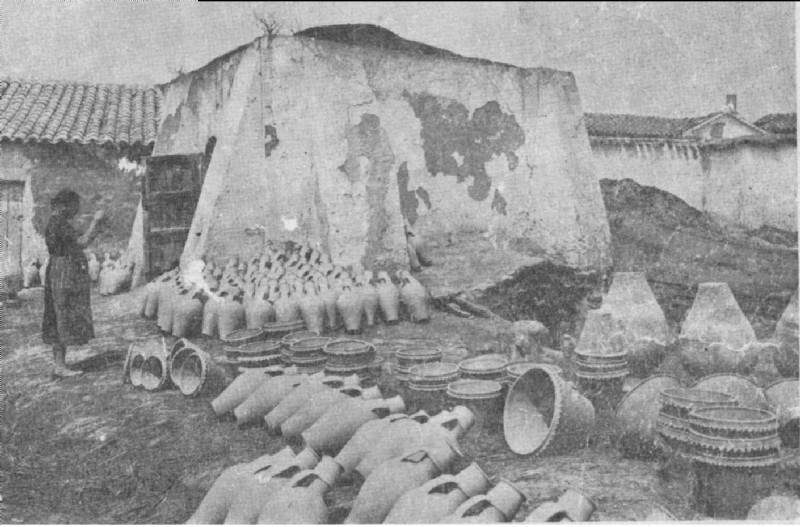
Cántaros, lebrillos y otras piezas en el exterior de un horno de alfarería de Mota del Cuervo (Cuenca).

Los hornos de alfarería y cerámica en España son estructuras o fábricas de diversa complejidad, tamaño y apariencia, destinadas a la cocción de piezas de arcilla. El modelo tradicional es un recinto con techo de bóveda provisto de chimenea y una o más bocas para cargar el combustible, habitualmente leña, y los objetos que se quieran cocer.
La función del horno, la cocción o cochura de material cerámico, es uno de los pasos fundamentales del proceso alfarero, el de mayor sentido mágico y el más determinante en la obtención del producto final.
En la geografía alfarera española existen muy diversos tipos de horno y horneado, desde la simple hoguera u "hornera con hoyo" para la cocción al aire libre (uno de los métodos primitivos ya casi desaparecidos), hasta los hornos alfareros por definición, con dos espacios separados: el hogar o caldera para la combustión y la cámara de cocción donde se hornea la cerámica. Entre ambos existen estructuras de transición de más sencilla fábrica, como el tradicional horno de pan. Asimismo, entre los hornos de doble cámara pueden diferenciarse varios tipos (por ejemplo, "de tiro superior", y "de bóveda y tiro superior"), e independientemente de tal tipología, están los hornos reductores y los hornos oxidantes.
Una lista elemental de hornos de alfarería y cerámica, sus precedentes y otros de tipo evolucionado, incluiría los de botella, de corriente invertida, de pan (o panadero), de túnel, intermitente, o el más sofisticado de tipo kiln. Otras nomenclaturas más populares que técnicas citarían los hornos árabes, moros o morunos, los hornos de "flamberas o flameras" (con la cúpula horadada por muchas chimeneas), los eléctricos en general, etc.

## Fases, factores y sistemas esenciales
La doctora Natacha Seseña sintetizó tres factores esenciales para una buena cocción:
-El control de la temperatura.
-El tiempo que la temperatura actúa sobre los objetos a cocer.
-La atmósfera interior determinante en los grados de dureza, peso, porosidad, plasticidad, resistencia al agua y otros líquidos, y del conjunto de transformaciones físico-químicas en general.
Asimismo, siguiendo a Köpke, se diferencian tres sistemas elementales de cocción:
-Al aire libre.
-En un hoyo de tierra o hecho en el suelo.
-En una estructura construida para cocer cerámica. (que básicamente será de una cámara o de varias).

## Funcionamiento
Aunque cada tipo de horno tiene su propia mecánica funcional, a grandes rasgos y escogiendo como ejemplo el horno alfarero propiamente dicho, los pasos básicos de una cochura perfecta serían:
- Colocación de los cacharros o carga del horno.
- Tapar el horno: cuando se trata de horno abierto, se cubre la cúpula con cascotes (cacharros rotos, planchas de hojalata, tierra).
- Cierre de la puerta de la cámara de cocción (la de arriba), con ladrillos, tapando con barro todos los huecos pero dejando una mirilla o agujero para vigilar la cochura: color de la llama y tono de cocido de los propios cacharros.
- Así preparado, se enciende. En esta fase de precalentamiento, se busca eliminar la humedad de la arcilla fresca, para ello el combustible más indicado ha sido, cuando lo había, leña de monte bajo.
- Se inicia el proceso químico de la cocción, que seguirá dos fases:

Echar el temple: se van echando cargas de leña a ritmo lento pero constante.
Echar caldas: una vez que salen llamas por los respiraderos superiores (sea chimenea o tiro), se echa otra carga. Se trata de uno de los momentos cruciales de la cocción.
- Proceso de enfriado del horno: no debe ser brusco. Se suele cerrar la puerta de la cámara de combustión (la de abajo) y los respiraderos de la cúpula.

Hasta aquí el proceso primitivo o antiguo. 
Los relativamente modernos hornos de gas, electricidad, gasóleo o aceite quemado disponen de "muflas", (que vinieron a sustituir la necesidad del empleo de gaceta refractaria), así como de pirómetros para el control de la temperatura. No hay tiro ni contacto directo de la llama con el cacharro. En el caso de los botijos blancos, las muflas pueden dar problemas de cocción; de ahí que en centros importantes como Agost hayan recuperado los hornos de leña (al ser la llama quien actuando sobre la sal añadida a la pasta, consiga porosidad y blancura).
En la península ibérica se han usado tradicionalmente dos tipos básicos de horno alfarero, el de tiro vertical y el de tiro horizontal. El primero (horno cilíndrico hecho de ladrillo o adobe) es el común en la cacharrería de basto.

## Tipología histórica
A partir de las investigaciones y publicaciones del etnógrafo alemán Wulf Köpke y de su compatriota, la ceramóloga Ilse Schütz, los hornos españoles responden a dos tipos básicos: 
- en función del lugar que ocupe la cámara de combustión con respecto a la de cocción:

-hornos con la cámara de combustión debajo de la de cocción. Usados en la península ibérica por iberos y romanos.
-hornos con la cámara de combustión delante de la de cocción, más frecuentes en el litoral mediterráneo español.
- en función del tipo de cubierta de la cámara de cocción:

-cámara superior abierta.
-cámara superior de cocción con bóveda de cañón (o de arco de medio punto).
-bóveda superior en forma de cúpula.

### Otros tipos de horno
- Horno de panadero.- El modelo alfarero puede alcanzar más de 75 cm de envergadura por casi un metro de diámetro en su base; suele tratarse de una estructura de una sola pieza hecha a mano, perfil parabólico, sin chimenea ni otra abertura que la boca situada al pie del horno. Algunos investigadores, como los arqueólogos Renfrew y Bahn, lo consideraron el precedente del horno alfarero propiamente dicho.
- Horno de botella.- Sofisticado ingenio típico de la producción de cerámica industrial inglesa y usado luego en todo el mundo hasta mediado el siglo XX. Se alimentaba con carbón, modelo de corriente ascendente e intermitente, con problemas a la hora de regular los humos. Fue sustituido por el horno eléctrico.[7]
- Horno de corriente invertida, cuando el calor entra por la parte superior fluyendo hacia abajo sobre las piezas.
- Horno intermitente.- Según la definición del ceramólo John Gale, todo aquel horno en el que sea necesario repetir la estiba (colocación de la piezas), el encendido y el vaciado.
- Horno de túnel.- Horno alargado de tipo industrial que dispone de carretillas para depositar y transportar las piezas en un recorrido que pasa por los tres estados necesarios para la cochura: calentamiento, maduración y enfriado. Su precedente fue el horno de albañilería de una o dos cámaras en una bóveda de medio cañón.

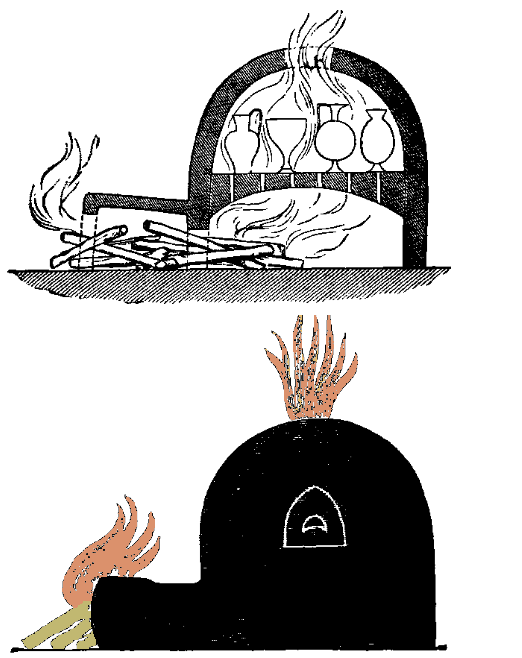
Esquema de un horno mediterráneo, con la cámara de combustión delante de la de cocción.
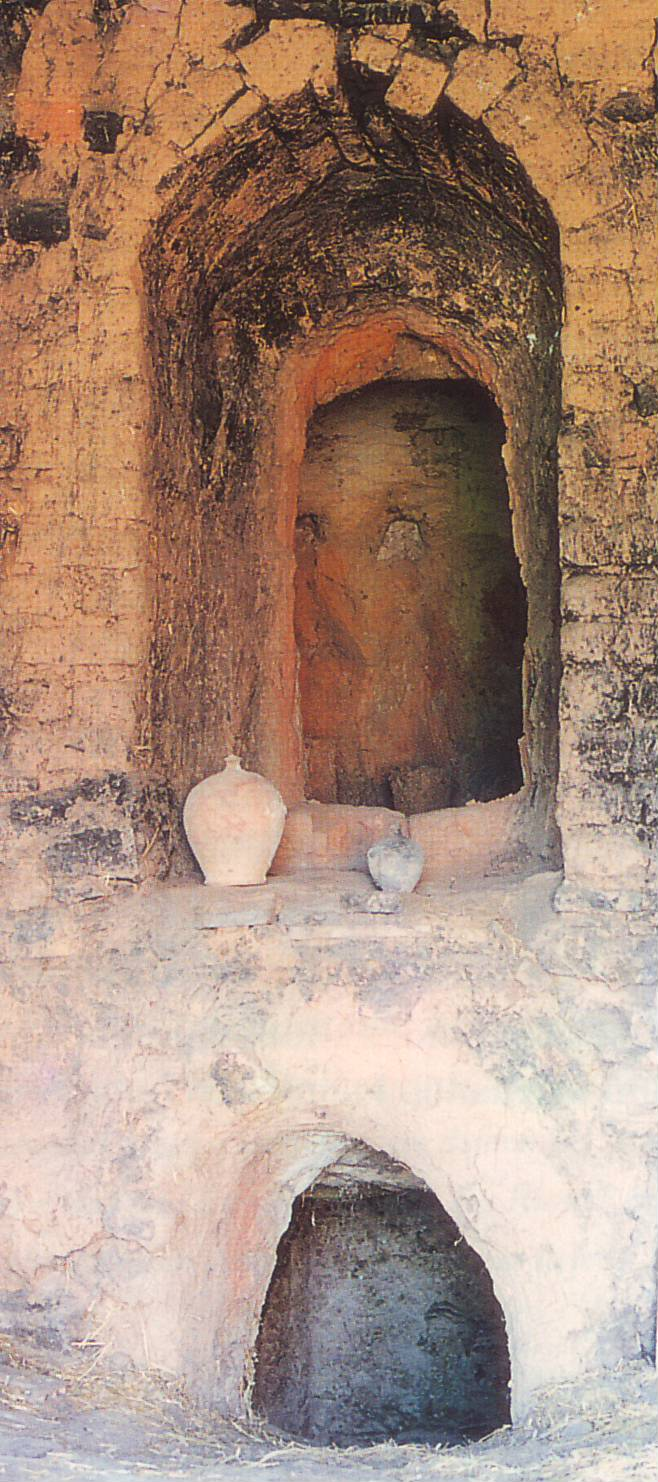
Horno en La Rioja (España), con la cámara de combustión debajo de la de cocción.[nota 3]
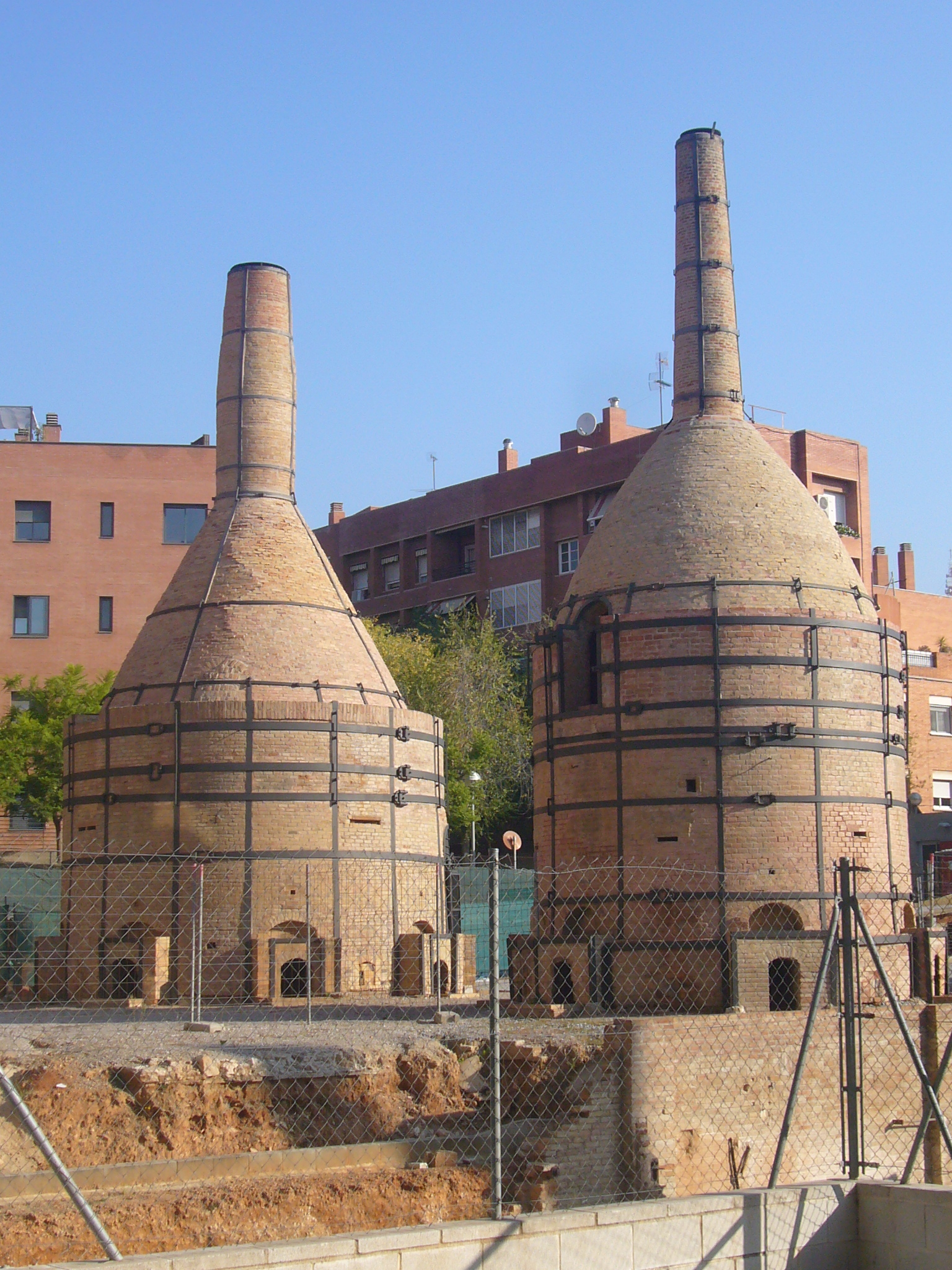
Hornos "de botella" de  Pujol i Bausis (Esplugas de Llobregat, Barcelona).
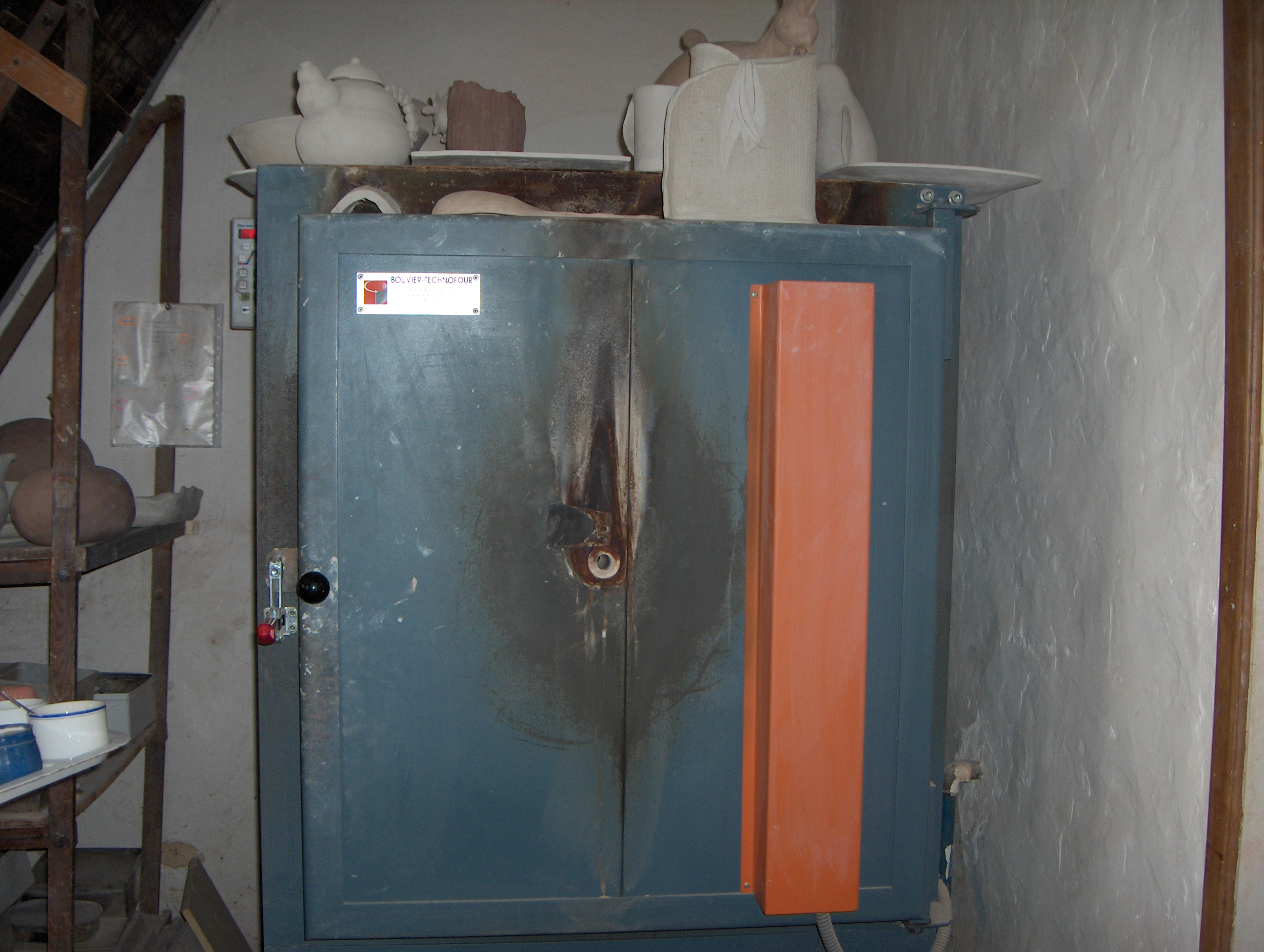
Horno eléctrico en el interior del alfar.

## Horneras abiertas
En algunos focos peninsulares, tanto de España como del norte de Portugal, y muy especialmente en las Islas Canarias, se mantuvo hasta la mitad del siglo XX el guisado en horneras a cielo abierto o de superficie. Esta técnica de cocción primitiva sigue un proceso elemental: se ponen las piezas sobre ascuas o ceniza aún caliente directamente en el suelo o en un hoyo superficial; se cubren luego con una capa de material combustible que antes de encenderse se suele tapar parcialmente con restos rotos de alfarería. En Canarias se guisa en tres horas. 

## Campo léxico
- Hornear: en el argot alfarero es sinónimo de hornar, enhornar o encañar, es decir, colocar las piezas aún crudas dentro del horno. Se trata de una operación delicada y con una larga tradición y en muchos lugares acompañada de ceremonial. El método más habitual y lógico conlleva poner las piezas grandes debajo, y cuando se trata de vasijas, boca con boca, y de canto cuando son platos o lebrillos. Pero, como en otras muchas tareas artesanas, cada alfarero tiene sus tretas, manías y método.
- Hornera u horneta: Es otro modo de denominar el horno a fuego o cielo abierto, en hoguera o en montón. Este sistema de cocción al aire libre era habitual en muchos centros loceros canarios hasta mediado el siglo XX.
- Hornero: Popularmente, el encargado del horno. Un alfarero especializado en esta fase de la fabricación (el «furnaruius-ii» mencionado por Nebrija).
- Hornada o cozedura: El total de las piezas crudas puestas a cocer de una vez.
- Hornija y hornijero: Citada ya por Nebrija, que la asoció con la «furnaria ligna» (hornija para horno). Diccionarios y tradiciones alfareras populares coinciden en llamar así al picadillo o leña muy menuda usado para encender y mantener el horno. Finalmente, se llama hornijero a la persona que acarrea la hornija.
- Hornilla: Una de las formas de llamar a la parrilla del horno, aunque también puede denominarse así al anafre o a las palomeras, sean vasijas o huecos hechos en el palomar para que aniden las aves.[8]
- Hornillo: Uno de los nombres que recibe el horno manual, sea metálico o de barro refractario. El DRAE reconoce su uso para calentar, cocer, fundir o tostar, tanto en el ámbito doméstico (cocinas), como  en el industrial (laboratorios, talleres, etc).

## Ritos alfareros
Al margen del simbolismo materno elemental del horno, la importancia económica de las tareas del horno, vital para la subsistencia del alfar, ha llevado a rodear de un rico ritualismo (signos, plegarias, ensalmos, jaculatorias) los diversos pasos del proceso de cocción. En España, país de tradición cristiana, la cruz pintada con arcilla blanca sobre la puerta de carga del horno ha sido tan común como la costumbre del alfarero de santiguarse al comienzo de la cochura. También fue frecuente la oración o plegaria invocando al Santísimo Sacramento al comienzo y al final de la hornada para conjurar el aspecto maléfico del fuego.
Tanto el ceramólogo Emilio Sempere como la doctora Seseña, alumna aventajada de Julio Caro Baroja, han recogido interesante documentación antropológica sobre toda suerte de ritos relacionados con la cochura alfarera. Así, en Salamanca la mediadora invocada es Santa Ana y la oración —conteniendo los términos habituales de quita y pon: "Santa Ana bendita, si está de menos, se lo pones; si está de más, se lo quitas". En zonas de Gerona, el ruego se queda en un sencillo: "Déu faci més que nosaltres (que Dios haga más que nosotros, o que Dios ponga lo que falta)". En Pereruela, cerca de Galicia y el norte de Portugal, solía exclamarse un "Bruja fuera y adentro la primera".
Las propias llamas, como indicadoras del final de la cocción y denominadas los frailes, son anunciadas con frases del tipo ‹ya salen los frailes› (Cespedosa de Tormes) o ‹ha surtit el fraret (salió el frailecillo)› de algunos alfares mallorquines.

## Galería arqueológica

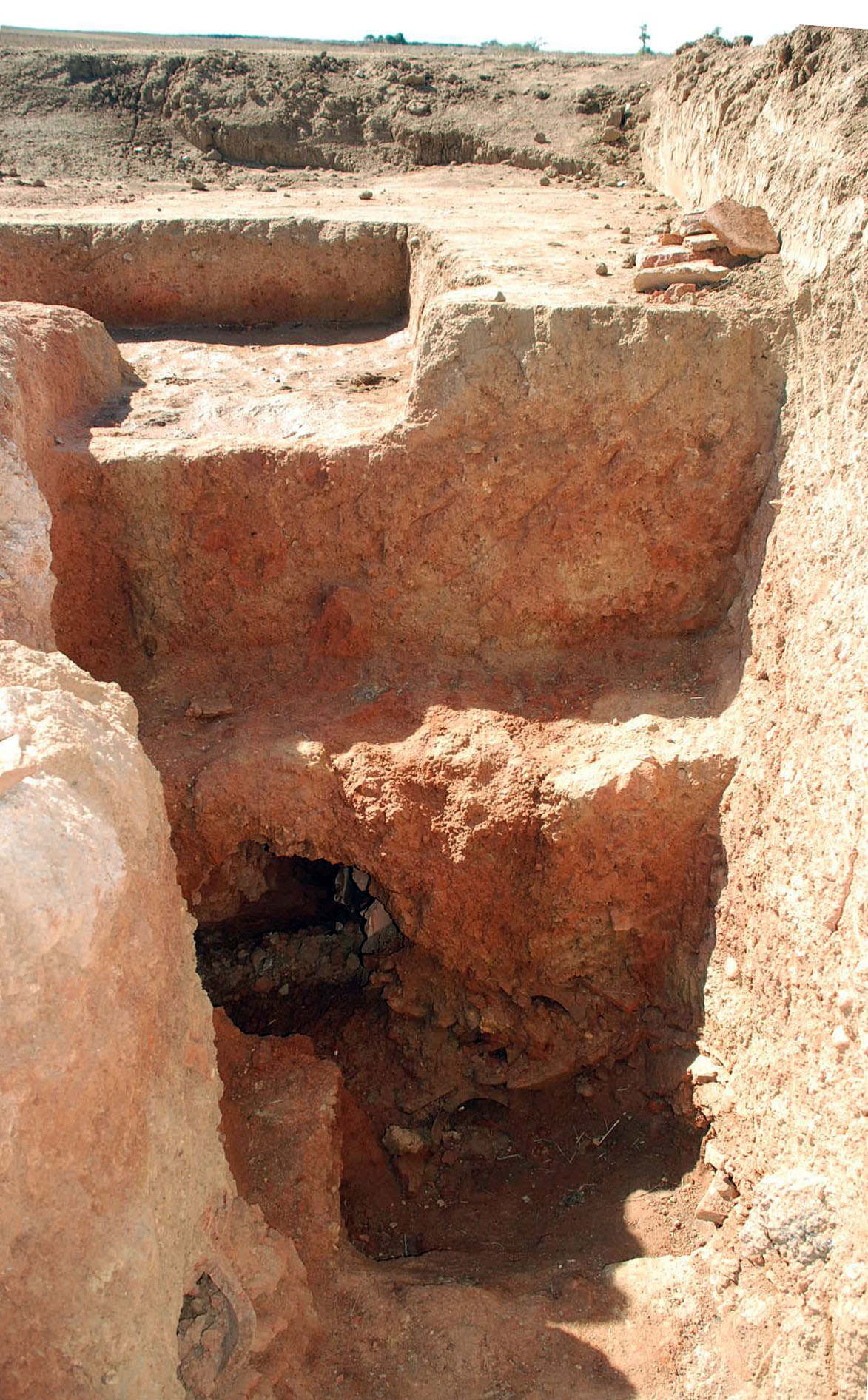
Horno romano (periodo Alto Imperial), en Abia de las Torres (Palencia).
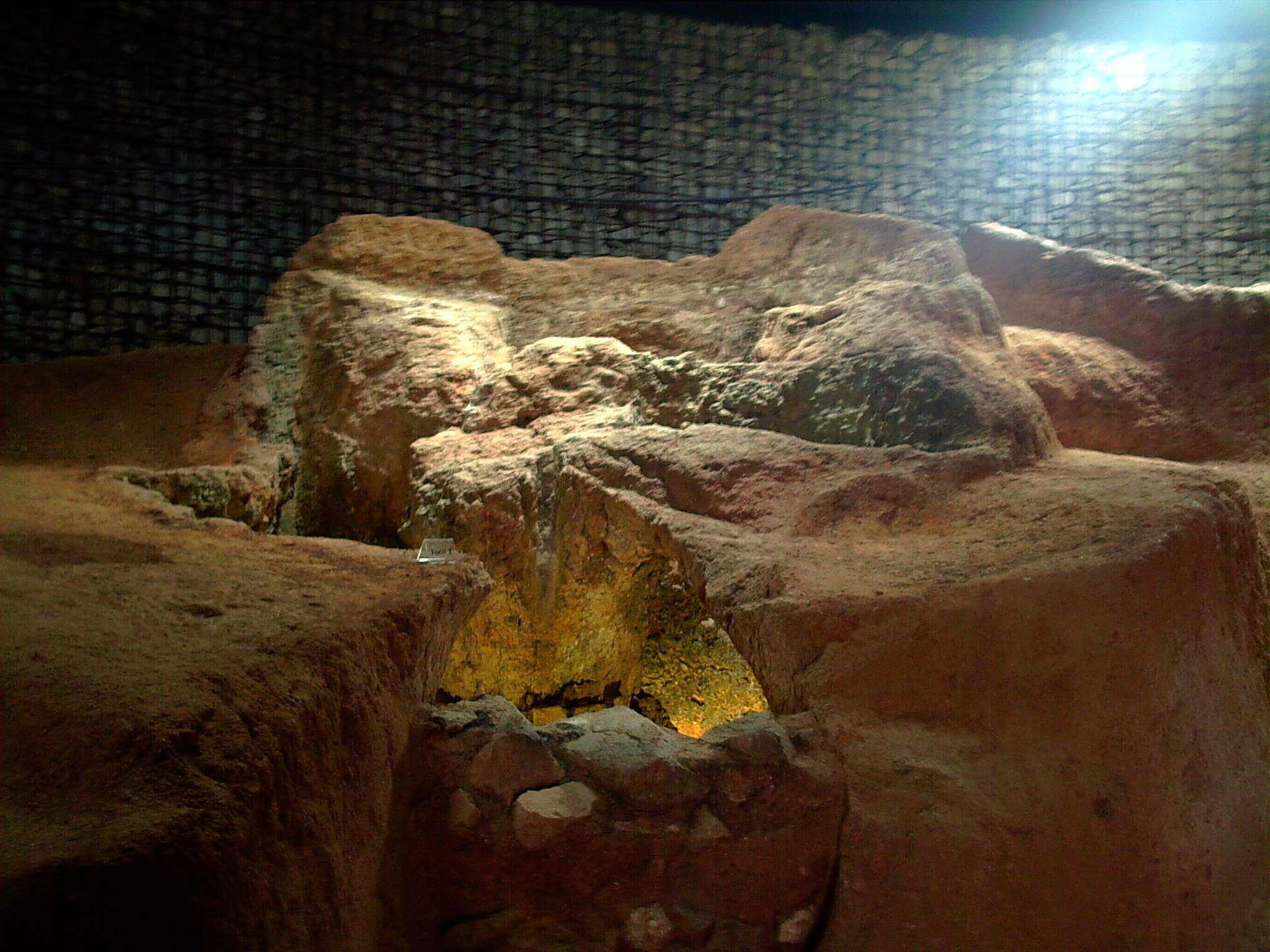
Horno romano de Vilasar de Dalt (Barcelona).
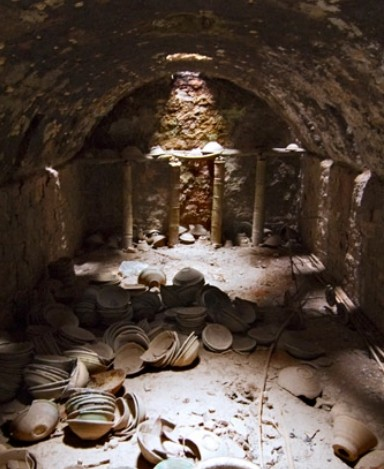
Interior de la cámara de un horno moruno en la localidad andaluza de Nijar (Almería).